# Isla de la Pietra
Isla de la Pietra (en francés: Île de la Pietra) es una pequeña isla bañada por el Mar Mediterráneo, en Balagne. Está conectada por un paso elevado, con el puerto de la comuna de Île-Rousse en la alta Córcega, parte de la colectividad territorial y región de Córcega, al sureste del país europeo de Francia.
Situada al noroeste de la comuna, la isla de La Pietra tiene dos puntos emblemáticos de la comuna: el faro de la Pietra, y las ruinas de una torre genovesa.